# Christophe Gomart
Christophe Gomart (ur. 20 czerwca 1960 w Saumur) – francuski wojskowy, generał, w latach 2013–2017 dyrektor wywiadu wojskowego DRM, poseł do Parlamentu Europejskiego X kadencji.

## Życiorys
Absolwent szkoły wojskowej École spéciale militaire de Saint-Cyr. Został zawodowym wojskowym, służąc w kawalerii pancernej. Był też instruktorem w macierzystej uczelni i specjalistą do spraw operacji badawczych w DRM. W latach 2003–2005 pełnił funkcję dowódcy 13 Pułku Dragonów Spadochronowych. Był następnie m.in. kierownikiem biura w gabinecie ministra obrony oraz zastępcą koordynatora ds. wywiadu w administracji prezydenckiej.
W 2003 został pułkownikiem; następnie uzyskiwał kolejne nominacje na stanowiska generalskie: generała brygady (2009), dywizji (2012) i korpusu armii (2013). W latach 2011–2013 kierował dowództwem operacji specjalnych (COS). W 2013 otrzymał nominację na dyrektora wywiadu wojskowego DRM. Stanowisko to zajmował do 2017. W tym samym roku odszedł z wojska, obejmując dyrektorskie stanowisko w przedsiębiorstwie Unibail-Rodamco-Westfield.
W 2024 z ramienia Republikanów uzyskał mandat eurodeputowanego X kadencji.

## Odznaczenia
Odznaczony Legią Honorową klasy V (1999), IV (2007) i III (2015), a także Orderem Narodowym Zasługi klasy III (2011).